# Petroleumindustri

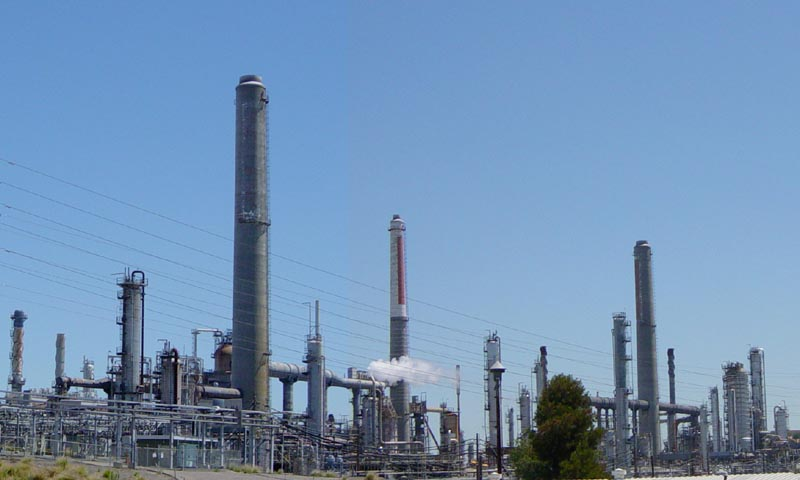
Oljeraffinaderi i Kalifornien.

Petroleumindustri, även kallat oljeindustri och oljenäring, bedriver en verksamhet som utvinner petroleum i form av olja och gas. Företag som är involverade är petroleumföretag samt leverantörer och underleverantörer till dessa.
I vissa länder är petroleumindustrin en av de viktigaste näringarna. Den kräver mycket och dyr utrustning och stor bemanning, något som ger positiva ringeffekter. petroleumindustrin är i ett fåtal länder så viktig att den utgör nästan hela nationalekonomin. Exempel på sådana länder är Kuwait och Saudiarabien. Om intäkterna i ett land till största delen kommer från oljeintäkter kallas landet för en Kuwaitekonomi.

## Typer av petroleumindustri
Ofta delas petroleumindustrin in i tre komponenter:

### Uppströmsindustri
Uppströmsindustri som prospekterar och producerar råolja och naturgas.

### Mellanströmsindustri
Mellanströmsindustri omvandlar, lagrar, säljer och transporterar varor som råolja, naturgaser, flytande naturgaser (huvudsakligen etan, propan och butan) och svavel.

### Nedströmsindustri
Nedströmsindustri inkluderar oljeraffinaderier, petrokemiska fabriker, producenter av petroleumprodukter, slutkundsförsäljare och distributörer av naturgaser.